# Hydrovatus macrocerus
Hydrovatus macrocerus är en skalbaggsart som beskrevs av Régimbart 1895. Hydrovatus macrocerus ingår i släktet Hydrovatus och familjen dykare. Inga underarter finns listade i Catalogue of Life.